# 八幡 (館山市)
八幡（やわた）は、千葉県館山市の地名。丁番を持たない単独町名で、郵便番号は294-0047。

## 地理
市内北部、平久里川河口の左岸側に位置する。地内中央部は鶴谷八幡宮を中心に住宅や商店などが広がり、館山湾に面した西側は海水浴場や宿泊施設のほか、大規模商業施設であるイオンタウン館山が存在する。東側の一部には水田もある。
北から北東にかけて湊、東から南にかけて北条とそれぞれ接する（いずれも館山市）。また、北部の湊地内に飛地が存在する（北緯35度0分38.7秒 東経139度52分4.5秒）。

### 海岸
- 北条海岸 - 南の北条地区から続く海岸。

### 海洋
- 館山湾

## 歴史

### 地名の由来
地内に鶴谷八幡宮が所在することから。

### 沿革
- 鎌倉時代 - 鶴谷八幡宮が平郡府中から当地に移転[4]。
- 戦国時代 - 安房国八幡村の名が見られる[4]。
- 1598年（慶長3年） - 村内の土地が鶴谷八幡宮に寄進される[4]。
- 江戸時代 - 安房郡[注 1]八幡村成立。八幡社領[注 2][4]。
- 1873年（明治6年） - 八幡村、千葉県に所属[4]。
- 1889年（明治22年）4月1日 - 町村制施行により安房郡北条町大字八幡となる[4]。
- 1902年（明治35年）[注 3] - 千葉県安房中学校（現：千葉県立安房高等学校）の新校舎落成、安房郡議事堂より移動[5]。
- 1933年（昭和8年）4月18日 - 北条町が安房郡館山町と合併して安房郡館山北条町が成立、同町の大字となる。
- 1939年（昭和14年）11月3日 - 館山北条町が安房郡那古町、安房郡船形町と合併して館山市が成立、同市の大字となる。
- 2007年（平成19年） - ロックシティ館山ショッピングセンター（現：イオンタウン館山）開業。

## 世帯数と人口
2023年（令和5年）8月1日現在の世帯数と人口は以下の通りである。
| 大字 | 世帯数    | 人口    |
| ---- | --------- | ------- |
| 八幡 | 1,001世帯 | 1,871人 |

## 小・中学校の学区
市立小・中学校に通う場合、学区は以下の通りとなる。
| 番地 | 小学校             | 中学校             |
| ---- | ------------------ | ------------------ |
| 全域 | 館山市立北条小学校 | 館山市立館山中学校 |

## 交通

### 鉄道
地内をJR内房線が通過するが、駅はない。最寄駅は館山駅。

### バス
- 日東交通
  - 館山市内線 館山航空隊行・なむや行・小浜行
  - 丸線 館山駅行・川谷行・細田行
  - 平群線[注 4] 館山駅行・平群車庫行

### 道路
- 県道
  - 千葉県道302号館山富浦線（国道127号旧道）

## 施設
- 千葉県立安房高等学校
- イオンタウン館山
- 館山シーサイドホテル
- たてやま温泉夕日海岸昇鶴
- 館山八幡郵便局
- 館山公共職業安定所
- ウエルシア 館山八幡店
- カワチ薬品 館山店
- セブン-イレブン 館山八幡店
- はま寿司 館山八幡店

## 史跡
- 鶴谷八幡宮
- 千燈院

## ギャラリー

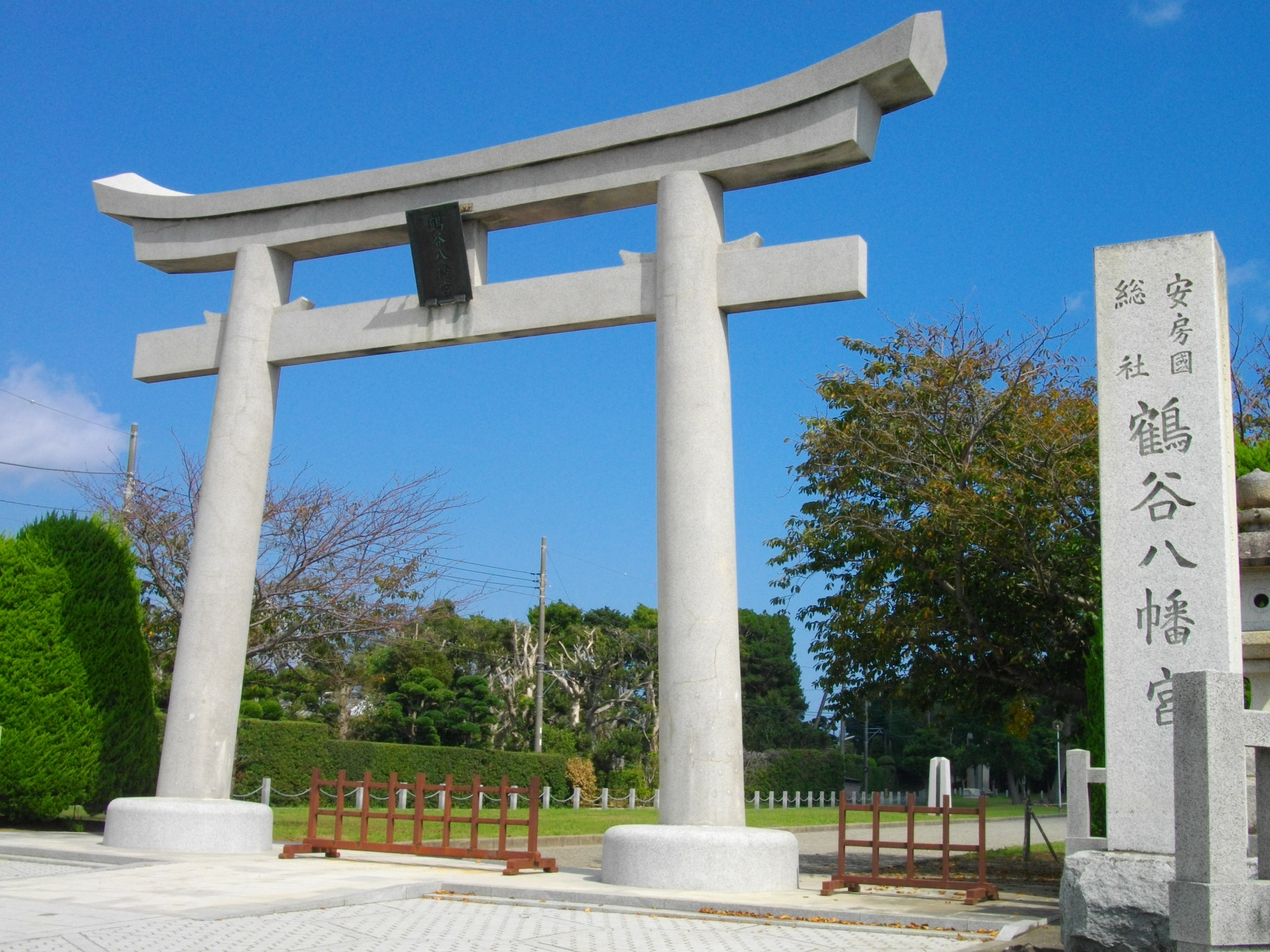
鶴谷八幡宮 一の鳥居
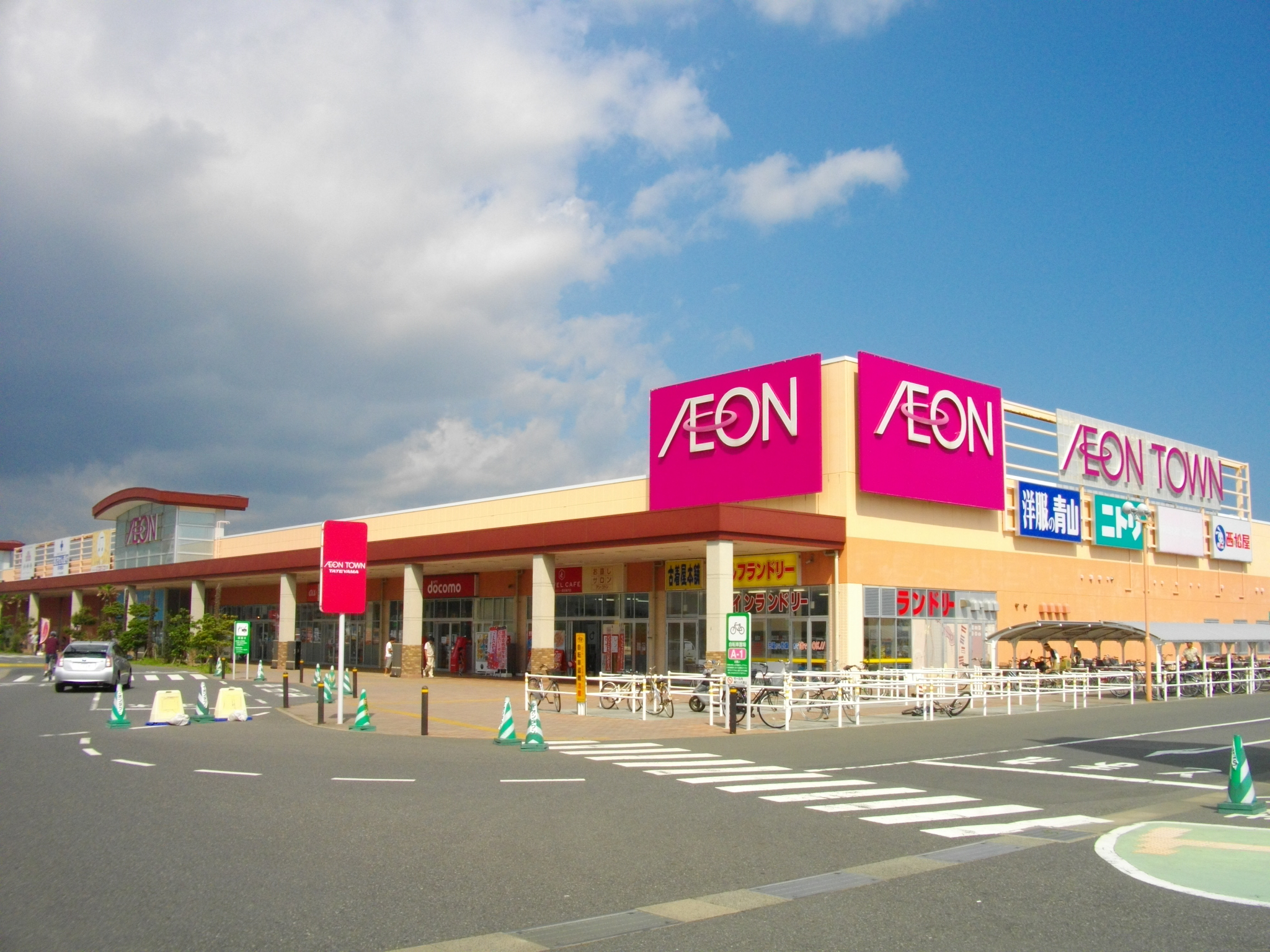
イオンタウン館山
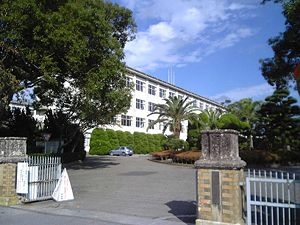
千葉県立安房高等学校